# Barbulifer mexicanus
Barbulifer mexicanus е вид бодлоперка от семейство Попчеви (Gobiidae).

## Разпространение
Видът е разпространен в Мексико.